# 聂元梓
聶元梓（1921年4月4日—2019年8月28日），初名元碧，又名元子，河南滑县人，文化大革命時期北京大學造反派領袖。她因張貼《宋碩、陸平、彭珮雲在文化革命中究竟幹些什麼？》大字報，發動衝擊中国共产党北京市委员会大學部副部長宋碩和北京大學領導陸平、彭珮雲，而聲名大噪。聶元梓被认为是北京造反派五大領袖之一。

## 生平
1921年4月4日，聶元梓出生於河南省滑縣南尖莊，行七，父親是當地的名醫。從小和母親和嫂嫂下地務農。1927年，大哥聶真返回滑縣，參與籌建中共滑縣黨組織，受其影響，家中的其他兄弟姊妹也都加入了中共的外圍組織。這時聶元梓在滑縣十五小學讀書。1933年，離家出走，被大姐帶到開封補習。1934年，考入開封北倉女子中學。1936年，一二九運動爆發之後的寒假，回滑縣老家，因父親反對外出上學，在家小住。當時，三哥在滑縣區委和趙紫陽一起工作。
1937年，七七事變前夕，被二姐和二姐夫梁寒冰帶到太原。山西作爲抗戰前綫，反日情緒十分高漲，中共亦在山西境内作戰，開展群衆工作。參加了薄一波主持的犧盟會的學兵隊，在國民師範學校受訓。8月，被王世英調至太原中共北方局情報局，和劉貫一、裴麗生、杜潤生一起工作。11月，太原會戰時經風陵渡隨二姐一家到開封。12月，到輝縣百泉投奔朱瑞和劉子超，進入華北軍政幹部學校學習，後隨校遷往晉城。
1938年1月，由劉子超和路凱介紹加入中國共產黨。5月，調至太南游擊隊司令部工作，負責群衆工作。10月，調至晉冀魯豫區黨委黨校學習，12月，任晉豫地委婦委副書記，在中心縣開展婦女工作，和賴若愚同事。
1939年5月，任中條山地委婦委副書記，之後被李哲人調到第七專署犧盟中心會工作，在晉南成立救國會，和王竟同事。1940年5月，隨朱德返回延安的車隊到延安，進入中央黨校學習，和嚴慰冰同學。畢業後進入延安大學高中班，和杜鵬程同學。不久開始整風運動，被誣與王實味有關，受到調查。之後回到中央黨校六部學習，六部的負責人是侯維煜。在六部認識了吳宏毅，與之結婚。
1945年8月，日本投降。10月，調至東北遼西省委，任鄭家屯區委書記。1946年5月，國軍進攻鄭家屯，聶元梓隨西滿分局的黃克誠、李富春撤至齊齊哈爾，任區委副書記。1947年12月，調任哈爾濱市委，任區委宣傳部長。1949年，在哈爾濱市委、松江省委任學習室主任，理論教育處處長。
1950年，在全國第一次幹部評級時被定為行政12級，此後未再提級。之後到人民大學進修學習。1954年，高饒事件的處理結果發下來之後，吳宏毅在會上發了心臟病，到頤和園療養。吳宏毅是哈爾濱副市長，在男女問題上不檢點，養病期間愈甚。1959年冬，與吳宏毅離婚。1960年6月，經聶真的關係被陸平調來北京大學經濟系做副主任，經常向田家英請教。在校内報告上對人民公社和大躍進持反對觀點。1963年春，任北大哲學系黨總支書記，校黨委委員，北京市黨代會代表。1964年7月，中宣部副部長張磐石到北大蹲點，找聶談話，聶對陸平提出了批評。以張磐石對北大的報告為契機，中央書記處總書記鄧小平開始在北大搞社會主義教育運動的試點，組織工作隊進駐。1965年6月，彭真和鄧拓在國際飯店開會要求北大總結前一階段的學校工作，對陸平提過意見的人都被隔離監視。秋，經唐天際介紹，與中共中央監察委員會常委吳溉之結婚。因爲吳的關係和安子文相識，聶懷疑他有生活作風問題，甚至有不符合黨的紀律的問題，於是通過曹軼歐向康生告發此事。1966年初，校黨委決定組織社教工作隊下放農村參與四清運動，聶元梓被下放至懷柔，但是期間得病，返回北京養病。
1966年4月，曹軼歐進駐北大蹲點。5月16日，中共中央政治局擴大會議通过了《五一六通知》，把批判的矛頭指向了彭真。5月25日，聶元梓與北大哲學系另6位教師趙正義、宋一秀、楊克明、高雲鵬、夏劍豸及李醒塵在北大食堂共同張貼《宋碩、陸平、彭珮雲在文化革命中究竟幹些什麼？》的大字報。
6月1日，中央人民廣播電台向全國廣播大字報全文，毛澤東對大字報表示支持。6月2日，发表在《人民日报》上，标题为《第一張馬列主義大字報》，号召：「一切革命的知識分子，是戰鬥的時候了！讓我們團結起來，高舉毛澤東思想的偉大紅旗，團結在黨中央和毛主席的周圍，打破修正主義的種種控制和一切陰謀詭計，堅決、徹底、乾淨、全部地消滅一切牛鬼蛇神、一切赫魯曉夫式的反革命的修正主義分子，把社會主義革命進行到底。」同日的《人民日报》又发表《歡呼北大的一張大字報》，开头写道：「聶元梓等同志的大字報，揭穿了『三家村』黑幫分子的一個大陰謀！」被毛澤東稱譽為全國第一張馬列主義大字報。
6月4日，北京市委派出以張承先做組長的工作組到北大領導工作。張想要控制學校的局面，導致學生的反感。6月18日，北京大學40余名老師被揪鬥。工作組在事件發生後出面，將之定性為反革命事件。
7月下旬，陳伯達、江青等中央文革小組的成員到北大開座談會，在25、26日晚上連續兩天召開辯論大會，肯定六一八事件，批判北大工作組鎮壓群眾，並建議撤銷工作組。8月1日，中共八届十一中全會召開，出席會議。5日，全會上，毛澤東發表了炮打司令部的大字報。北京高校的造反派在中南海外扎營，組成揪鬥劉少奇火綫指揮部，聶曾到場支持北大學生。全會結束後，王任重指示聶元梓在北大成立文化革命委員會。18日早上，毛澤東在天安門城樓接见紅衛兵和群眾，開始了大中學生的全國大串聯。30日，根據王任重和陶鑄的指示在北大做巴黎公社式的選舉，限制學生串聯，可在校文革選舉結束之後，學生還是到各地串聯。
11月13日，李訥傳達給聶元梓說，毛澤東默許她到上海串聯。14日，王力、關鋒找到聶元梓、孫蓬一、李清昆等人，要求他們給張恩慈寫材料。19日，聶元梓與孫蓬一一起來到上海串聯，住在華東師範大學。當時，上海造反派正在炮打曹荻秋，又進一步反對陳丕顯。聶元梓參加在上海文化廣場舉行的批判曹荻秋的大會上支持造反派，并且主張要群衆向黨中央要求改組上海市委。在華師大開會時，師大學生批鬥常溪萍，聶也在會上講其在社教運動中的問題。
1967年2月，63軍進駐北大，組織軍訓，並成立新北大公社。北京各高校的造反派到市委奪權，聶口頭答應，主要還是處理北大的事務。之後，根據周恩來的指示，部隊和北大學生到高等教育部奪權。學生審查盧正義，陳伯達出面干預，戚本禹、譚厚蘭出來反對北大學生，發生衝突。自此，北京的造反派分裂了，王大賓等北京師範大學、地質學院、北京農業大學的學生開始反北大，產生了所謂的天派和地派的對立。
4月，讓孫蓬一找了趙建文等人組織“除隱患戰鬥隊”，搞王力、關鋒和戚本禹的材料。之後提出打倒潘梓年、吳傳啓的口號。
1968年6月，聶元梓及其下屬組織成立140專案組，對鄧樸方進行審查和迫害。1967年4月20日，北京市革命委員會成立，聶元梓當上北京市革命委员会副主任，和首都大專院校紅衛兵代表大會核心組組長。
1968年3月28日，北大擁聶反聶兩派發生了大規模武鬥至4月26日。8月，工宣隊、軍宣隊進駐北大解除了兩派的武裝。
1969年4月在中國共產黨第九次全國代表大會上，聶元梓當選第九屆中央委員會候補委員。9月，北大革委會成立，宣佈為副主任，并未參與實際活動。11月，就被安排到江西鯉魚洲北大分校農場勞動。
1971年初被隔離審查，限制行動自由。
1972年4月，從江西押回北大批鬥，被安排到北京新華印刷廠勞動改造，1975年4月，轉回北大儀錶廠勞動改造。
1978年4月19日，受押的聶元梓在北大全校大會上被批鬥宣佈被捕，關押在北京市公安局看守所5年。1983年3月16日，北京市中级人民法院对追随林彪、江青反党集团进行反革命活动的聂元梓、蒯大富、韩爱晶进行刑事判决。57歲的聶元梓被以反革命宣傳煽動罪、誣告陷害罪判處17年徒刑、剝奪政治權利4年。
1984年6月，被准保外就醫，1986年獲得假釋，一無生活費，二無醫藥費，三無住房；在北京市海澱區親戚家的一幢樓房單元老舊二居室裡獨居。曾化名王蘭做生意。1999年起每月從街道辦事處領取600元生活費。晚年生活簡樸，患心臟病、腰椎骨嚴重錯位等多種疾病，堅持鍛煉健身療病。著有自傳《聶元梓回憶錄》，曾为《文革群眾運動的動員、分裂與滅亡——以社會運動學視角》一书作序。2019年8月28日上午10時55分，在北京大学第三医院逝世。

### 引用
1. ↑  . 紐約時報中文網 國際縱覽. 2016-08-16  [2017-03-19]. （原始内容存档于2017-03-19） （中文）.
2. ↑  喬晞華; James D Wright. . 香港: 世界华语出版社. 2019. ISBN 9781940266572.
3. ↑  .   [2019-08-30]. （原始内容存档于2019-08-29）.